# Bükkszéki-patak
A Bükkszéki-patak, másik ismert nevén: Kölesszói-patak a Bükk-vidék területén ered, Bükkszék településtől keletre, Heves vármegyében, mintegy 250 méteres tengerszint feletti magasságban. A patak forrásától kezdve délnyugati irányban halad, majd Szajla délkeleti részénél éri el a Tarnát.

## Part menti települések
- Bükkszék
- Szajla